# Alois De Graeve
Alois De Graeve (ur. 26 stycznia 1896 w Klerken, zm. 2 lipca 1970 w Antwerpii) – belgijski kolarz torowy, brązowy medalista mistrzostw świata.

## Kariera
Największy sukces w karierze Alois De Graeve osiągnął w 1922 roku, kiedy zdobył brązowy medal w sprincie indywidualnym zawodowców podczas mistrzostw świata w Paryżu. W zawodach tych wyprzedzili go jedynie Holender Piet Moeskops oraz Australijczyk Robert Spears. Był to jedyny medal wywalczony przez De Graeve na międzynarodowej imprezie tej rangi. Ponadto wielokrotnie zdobywał medale torowych mistrzostw Belgii, w tym siedem złotych. Nigdy jednak nie wystąpił na igrzyskach olimpijskich.